# نصف‌النهار ۱۲۳ درجه غربی
نصف‌النهار ۱۲۳ درجه غربی ۱۲۳مین نصف‌النهار غربی از گرینویچ است که از لحاظ زمانی 8ساعت و 12دقیقه با گرینویچ اختلاف زمانی دارد.
این نصف‌النهار از قطب شمال شروع و از مناطق زیر گذشته و به قطب جنوب ختم می‌شود.
- کانادا
- ایالات متحده آمریکا
- اقیانوس آرام